# Alfons Bayerl
Alfons Bayerl (* 27. Dezember 1923 in Haid, Tschechoslowakei; † 20. März 2009) war ein deutscher Richter und Politiker (SPD).

## Leben
Bayerl war römisch-katholisch und wurde in Haid im Sudetenland geboren. Nach dem Abitur in Mies wurde er eingezogen und nahm drei Jahre als Wehrdienstleistender am Zweiten Weltkrieg teil, wobei er viermal verwundet wurde. Nach Krieg und Vertreibung nahm er ein Studium der Rechts- und Staatswissenschaften auf. 1955 absolvierte er die Große juristische Staatsprüfung und wurde mit der Arbeit Die Nebenpflichten des Genossenschafters an der Julius-Maximilians-Universität Würzburg zum Dr. jur. promoviert. Bis 1958 war er Regierungsassessor im Bayerischen Staatsministerium für Arbeit und Soziale Fürsorge (Haushaltsabteilung). Anschließend wurde er Richter am bayerischen Landessozialgericht in München, ab 1961 Landessozialgerichtsrat. Von 1965 bis 1970 war er Mitglied des Bayerischen Verfassungsgerichtshofs.
Am 4. Juni 1941 beantragte Alfons Bayerl die Aufnahme in die NSDAP und wurde zum 1. September desselben Jahres aufgenommen (Mitgliedsnummer 8.640.475). Seit 1955 gehörte er der SPD an. Er war Vorsitzender des Unterbezirks Südbayern und geschäftsführender Vorsitzender der Arbeitsgemeinschaft sozialdemokratischer Juristen in Südbayern.
Bayerl gehörte dem Bayerischen Landtag vom 21. Oktober 1965, als er für den ausgeschiedenen Abgeordneten Fritz Böhm nachrückte, bis zu seiner Mandatsniederlegung am 4. Dezember 1967 an. Am 27. Oktober 1967 rückte er für den ausgeschiedenen Abgeordneten Walter Seuffert in den Deutschen Bundestag nach. Er war dann bis 1981 Mitglied des Deutschen Bundestages, wo er seit Juni 1974 der bayerischen Landesgruppe innerhalb der SPD-Fraktion vorsaß. Er ist stets über die Landesliste Bayern in den Bundestag eingezogen. Von 1974 bis 1980 war er außerdem Mitglied des Europäischen Parlaments.
Er wurde am 22. Oktober 1969 als Parlamentarischer Staatssekretär beim Bundesminister der Justiz in die von Bundeskanzler Willy Brandt geführte Bundesregierung berufen. Nach dem Rücktritt von Willy Brandt und dem nachfolgenden Ausscheiden des Bundesministers des Justiz, Gerhard Jahn, wurde auch Bayerl am 16. Mai 1974 aus dem Amt entlassen.
Bayerl war mit einer ehemaligen Mitstudentin verheiratet, lebte in München und hatte vier Kinder.